# Варма, Венкатеш
Датла Бала Венкатеш Варма (род. 7 октября 1961) — индийский дипломат, Чрезвычайный и полномочный посол Республики Индия в Российской Федерации с сентября 2018 по октябрь 2021 года.

## Биография
Венкатеш Варма родился 7 октября 1961 года.
Имеет образование магистра гуманитарных наук по международным отношениям и исследованиям в области разоружения и магистра философии. Владеет русским языком.
Поступил на индийскую дипломатическую службу 16 августа 1988 года.
С февраля 1990 года по февраль 1992 года был Третьим и Вторым секретарём политического отдела в посольстве Индии в Москве.
В феврале 1992 года — апреле 1994 года — Второй секретарь политического отдела посольства Индии в Ташкенте.
С апреля 1994 года по май 1997 года — Второй секретарь в Министерстве иностранных дел, Офисе Министра иностранных дел, в Нью-Дели.
В мае 1997 года — июле 2000 года — Первый секретарь по вопросам разоружения в Постоянном представительстве Индии при ООН.
С августа 2000 года по август 2003 года — Первый секретарь и советник в политическом отделе посольства Индии в Москве.
В августе 2003 года — мае 2004 года — Директор по Разоружению и Международной безопасности в Министерстве иностранных дел.
С мая 2004 года по август 2007 года — Директор офиса премьер-министра в канцелярии премьер-министра.
В августе 2007 года — июле 2010 года — Советник и Министр в Постоянном представительстве Индии на Конференции по разоружению в Женеве.
С июля 2010 года по октябрь 2013 года — Директор департамента по вопросам Разоружения и Международной безопасности в Министерстве иностранных дел.
В октябре 2013 года — ноябре 2016 года — Посол и Постоянный представитель Индии на Конференции по разоружению в Женеве.
С января 2017 по август 2018 года — чрезвычайный и полномочный посол Республики Индия в Испании.
В августе 2018 года стало известно, что Венкатеш Варма станет послом Индии в России. В сентябре того же года он вступил в должность.

## Личная жизнь
Женат.